# Rotan (Texas)
Rotan è un centro abitato degli Stati Uniti d'America, situato nella contea di Fisher dello Stato del Texas.
La popolazione era di 1.611 persone al censimento del 2000.

## Geografia fisica
Rotan è situata a 32°51′19″N 100°27′54″W (32.855232, -100.465072).
Secondo lo United States Census Bureau, ha un'area totale di 2,0 miglia quadrate (5,2 km²).

## Società

### Evoluzione demografica
Secondo il censimento del 2000, c'erano 1.611 persone, 665 nuclei familiari e 442 famiglie residenti nella città. La densità di popolazione era di 791,3 persone per miglio quadrato (304,9/km²). C'erano 841 unità abitative a una densità media di 413,1 per miglio quadrato (159,2/km²). La composizione etnica della città era formata dal 72,44% di bianchi, il 5,59% di afroamericani, lo 0,25% di nativi americani, lo 0,19% di asiatici, il 19,49% di altre razze, e il 2,05% di due o più etnie. Ispanici o latinos di qualunque razza erano il 32,90% della popolazione.
C'erano 665 nuclei familiari di cui il 28,0% aveva figli di età inferiore ai 18 anni, il 51,6% erano coppie sposate conviventi, l'11,9% aveva un capofamiglia femmina senza marito, e il 33,5% erano non-famiglie. Il 32,3% di tutti i nuclei familiari erano individuali e il 21,4% aveva componenti con un'età di 65 anni o più che vivevano da soli. Il numero di componenti medio di un nucleo familiare era di 2,35 e quello di una famiglia era di 2,95.
La popolazione era composta dal 24,6% di persone sotto i 18 anni, l'8,0% di persone dai 18 ai 24 anni, il 22,2% di persone dai 25 ai 44 anni, il 21,7% di persone dai 45 ai 64 anni, e il 23,5% di persone di 65 anni o più. L'età media era di 41 anni. Per ogni 100 femmine c'erano 87,3 maschi. Per ogni 100 femmine dai 18 anni in giù, c'erano 82,2 maschi.
Il reddito medio di un nucleo familiare era di 21.638 dollari, e quello di una famiglia era di 29.038 dollari. I maschi avevano un reddito medio di 25.688 dollari contro i 17.045 dollari delle femmine. Il reddito pro capite era di 13.097 dollari. Circa il 16,6% delle famiglie e il 22,6% della popolazione erano sotto la soglia di povertà, incluso il 39,0% di persone sotto i 18 anni e l'11,9% di persone di 65 anni o più.